# 玉田誠
玉田 誠(たまだ まこと、1976年11月4日 - )は、愛媛県松山市出身のオートバイ・ロードレースライダー。
愛称は「たまやん」または「玉やん」。2輪レース世界最高峰のMotoGPで日本人2人目の優勝経験者。

## 来歴

### 九州選手権以前
小学4年生のときに松山オートランドでレースを始める。兄とともに父親のスパルタ的特訓に励む。チームドーベルマン時代は「ヘルメットを地面にこすっている兄弟がいる」と噂された。
中学校卒業後、宇川徹、柳川明を輩出した九州の名門、チーム高武RSCに所属する。同時期に所属していた同い年の加藤大治郎とはこの頃に知り合う。1994年、九州選手権でチャンピオンを獲得。

### 全日本ロードレース
1995年全日本ロードレース選手権GP250にチーム高武からAキットが組み込まれたホンダ・RS250Rでデビュー。チームメイトの加藤が優勝を重ねるのに対し、玉田はしばらく成果が出ず苦しんだが、1998年雨の鈴鹿サーキットでホンダエンジン勢で唯一の勝利となる全日本初優勝し、最終戦のSUGOでのMFJグランプリ戦では本来カストロール・ホンダのNSR250に乗る加藤大治郎がTIサーキット英田での事前テスト中に指の腱を切り、入院、手術をした事で、TIと最終戦MFJグランプリの2戦を負傷離脱したため、その代役としてSUGOMFJグランプリ戦のみNSR250に乗る。
1999年はスーパーバイククラスにワークススペックのホンダ・RVF/RC45で転向。大柄なスーパーバイクが玉田のライディングに合っていたのか、高い順応ぶりを発揮し、最終戦ツインリンクもてぎでスポット参戦のGPやSBKライダーを押さえスーパーバイク初優勝。この年の鈴鹿8時間耐久ロードレースには加藤大治郎とのペアで参戦、優勝したアレックス・バロスと堂々とトップ争いを繰り広げる。結局ペアの加藤が転倒し、その際に東コースショートカットの1週減算ペナルティのため、8位に終わったものの玉田がトップライダーとして認知されたレースであった。
2000年も型落ちのRVFを使用するサテライトながらワークスの最新型VTR1000SPWを上回る活躍を見せた玉田は2001年、ホンダワークスであるチーム・キャビン・ホンダ入り。春に行われたスーパーバイク世界選手権・SUGO大会では世界選手権レギュラーライダーを押しのけ第1・第2レース優勝の完全制覇。世界に玉田誠の名を知らしめた。レギュラー参戦の全日本でも3勝を上げチャンピオンを争うが、最終戦鈴鹿で転倒リタイアし、ランキング2位に終わる。
2002年は全日本でこの年のみ開設された「エクスペリメンタルクラス」にMotoGPマシンRC211Vで、スーパーバイククラスに鈴鹿8耐へのマシン開発としてVTR1000SPWで半々の割合で参戦する予定だった。実際はエクスペリメンタルへの出場は行われず、前半戦でテスト参戦したスーパーバイクで玉田が優勝を重ねたことや、開発の目的であった鈴鹿8耐が終了したことからチームが方針を転換、スーパーバイククラス制覇に向けて残り全戦にエントリーすることになった。後半戦になって思うような成績が上げられず後退、前年と同じく最終戦鈴鹿で転倒を喫しタイトルを逃す。前半戦2戦を欠場していることを考慮すると立派な成績である。春に行われたスーパーバイク世界選手権・SUGO大会の第2レースではミシュランのワークススペックを履いたコーリン・エドワーズとトロイ・ベイリス以外のダンロップユーザーでは唯一優勝をした。

### MotoGP参戦(2003-2007年)
2003年、ホンダからロードレース世界選手権GP250クラス参戦の噂もあったが、本人がMotoGPクラス参戦にこだわったことからブリヂストンと契約。同社が支援するプラマック・ホンダから念願のMotoGPクラス参戦を果たす。初めてのマシン・コースへの不慣れ、マシンもワークススペックを供給された加藤と異なり、サテライトスペックであることに加え、ブリヂストンタイヤの開発を兼任するなど、GPルーキーにとっては苦労が多いシーズンとなったが、そんな中でもスペインGPやイタリアGPでは印象的な走りを披露。リオGP（ブラジル）では初の3位表彰台を獲得。結果として、この年の最高峰クラスにおける日本人唯一の表彰台獲得となった。続く日本GPでも3位でゴールしたが、最終ラップでのセテ・ジベルナウとの接触が危険行為とされ失格となる。この時、玉田は表彰台には登っており、その後から失格を言い渡されたが、大勢のファンの前で表彰台に乗れたので、それはそれで良かったと、後日テレビ番組に出演した際に語っている。最終的にランキング11位でシーズンを終えた。
2004年、チーム体制はそのままながらキャメル ・ホンダから参戦。イタリアGPではバレンティーノ・ロッシ、ジベルナウ、マックス・ビアッジとの4人で激しいトップ争いを展開。タイヤトラブルからリタイアしたが、強烈な印象を放った。リオGPで日本人として2人目となるMotoGP初優勝。病状が悪化していた母親は初優勝を見とどけた3日後に息を引き取った。決勝日の7月4日は亡き親友の加藤大治郎の誕生日でもあった。ポルトガルGPでは自身初のポールポジションを獲得。決勝では王者ロッシに破れるも2位に入る。日本GPではロッシを下してポールtoウィン。最終戦バレンシアGPでもポールポジションを獲得するなど、世界のトップライダーの仲間入りを果たし、ランキングでも6位に入った。
2005年、ロッシと同じ条件で勝負したい意向からタイヤをミシュランに変更、前年の活躍からスポンサーにも日本企業であるコニカミノルタがつき、期待されたシーズンだったが大きな不振に陥る。タイヤ特性の違いに悩み、シーズン序盤に骨折・欠場を強いられるなどもあって苦戦、日本GPで3位に入るのがやっとという状態であった。
2006年も前年と同じ体制でMotoGPに参戦中。序盤は苦しんだもののドイツGPでは3位争いを展開するなど徐々に復調の兆しを見せていたが、得意のもてぎでの日本GPも10位に終わり解雇に至る。
2007年からはテック3・ヤマハからの参戦。タイヤも全日本時代以来となるダンロップとなり、新天地での巻き返しを誓うも、ダンロップタイヤの熟成不足に悩まされることになる。予選では、ポルトガルGPの4位やバレンシアGPでの5位など上位グリッドを獲得するものの、決勝ではタイヤがもたない、グリップしないなどの症状に見舞われ、ランキング18位と過去最低の成績でシーズンを終えることになり、5年間参戦してきたMotoGPを離れることになった。

### SBK参戦(2008-2009年)

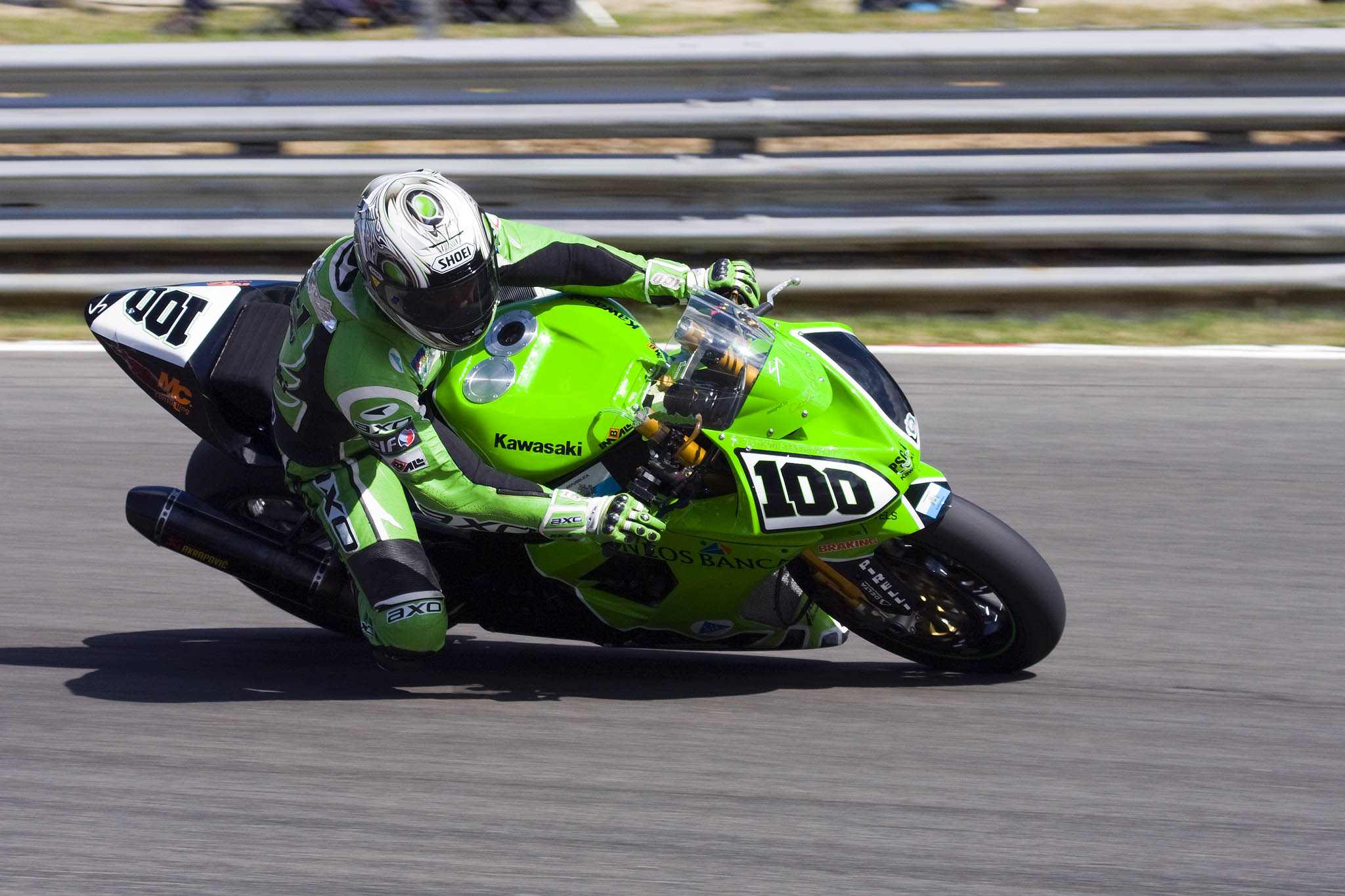
カワサキZX-10Rでブランズハッチを走る玉田誠（2008年8月）

2008年からはカワサキの契約ライダーとなり、カワサキからの出向という形でカワサキのサテライトチームのPSG-1カワサキから、スーパーバイク世界選手権に参戦。
2009年はサテライトチームであったPSG-1が消滅。Paul Bird MotorsportsがKawasaki World Superbike Racing Teamとファクトリーチームとなり、玉田はここからフル参戦をした。

### アジアドリームカップ　プロフェショナルトレーナー任命(2012年)
2012年に玉田はホンダからアジアドリームカップのプロフェショナルトレーナー任命された。この年、アジアロードレース選手権シリーズでの初開催となったアジアドリームカップは日本をはじめとするアジアの各国から2名の若いライダーを選出し、将来の世界選手権ライダーを育成する目的で始まった。ホンダ・CBR250Rでシリーズを戦った。玉田は世界で戦った経験を活かし、若いライダーの指導にあたった。

### 鈴鹿8耐参戦(2010-2013年)
SBKでのフル参戦シートを喪失した玉田は2010年から2012年まで、鈴鹿8耐にのみ参戦をした。2010年は伊藤真一と組み、2位表彰台。2011年はハルクプロから参戦をし、3位表彰台を獲得し健在ぶりを見せた。
2012年はホンダが作ったHonda Team Asiaから参戦。予選10番手を獲得したが、決勝では2度のマシントラブルに見舞われ、25位完走。
2013年も2年連続でHonda Team Asiaから参戦。予選中、S字コーナーの進入で他ライダーと接触転倒。左肩甲骨、左鎖骨、ならびに左足首の骨折が判明し、左手中指の指先欠損と診断され、決勝は未出場。チームメイトのアズラン・シャー・カマルザマンと高橋裕紀ので決勝を戦い、6位で完走をした。

### アジアロードレース選手権参戦(2013-2014年)
ホンダはアジアロードレース選手権に玉田の起用を発表。参戦チームはMUSASHi Boon Siew Honda Racing。2012年に同シリーズのチャンピオンを獲得した清成龍一がイギリススーパーバイクに戻って出来た穴を埋める形となった。玉田にとっては2009年以来4年ぶりのフル参戦となった。
シーズン当初は自身初の600ccマシンに慣れるのに苦労したが、すぐに慣れ、シリーズ第3戦インド大会でダブルウィン。ランキング2位で後半戦に突入したが、このインド大会直後に開催された鈴鹿8耐の予選中に転倒。左肩甲骨、左鎖骨、ならびに左足首の骨折が判明し、左手中指の指先欠損と診断され、シリーズ第4戦と第5戦を欠場。最終戦には出場をしたが、結局シリーズ8位でシーズンを終えた。
ホンダは2014年も玉田誠をアジアで継続起用する事を発表。MUSASHi Boon Siew Honda Racingから2年連続での参戦となる。

### 鈴鹿8時間耐久ロードレース、チーム監督(2014〜）
ホンダは2014年鈴鹿8時間耐久ロードレースに参戦のHonda Team Asia（#22 | Honda CBR1000RR）のチーム監督として玉田誠を起用した事を発表。この年、チーム初の日本人エースライダー不在での参戦をした。ジョッシュ・フック（オーストラリア）、ザムリ・ババ（マレーシア）、そしてディマス・エッキー・プラタマ（インドネシア）で参戦をした。ホンダは玉田にトップ10以内のフィニッシュを求め、チームは7位入賞を果たした。
玉田監督2年目の2015年。この年は本当の意味での「アジアオールスター」チームが形成された。Moto2世界選手権からアズラン・シャー・カマルザマン（マレーシア）を呼び、ディマス・エッキー・プラタマ（インドネシア）、そしてラタポン・ウィライロー（タイ）、とホンダのアジア各地域からのエースを招集した。この年もまたトップ10内のフィニッシュを目標にしていた。そして、チームは残り1時間のところまではトップ10圏内で展開。トップ5も見えた、最後のピットインでマシンにトラブルが発覚。その修復に時間を取られ、18位完走となった。
玉田監督3年目の2016年。2015年に引き続き、ディマス・エッキー・プラタマ（インドネシア）とラタポン・ウィライロー（タイ）が継続参戦。カワサキに移籍したアズラン・シャー・カマルザマン（マレーシア）に代わり、アジアロードレース選手権でチャンピオンを2014年に獲得、また鈴鹿4耐でも優勝経験のあるザクアン・ザイディ（マレーシア）を起用。レースウィークは順調に始まったが、ラタポンがプラクティス中の転倒で戦線離脱。ディマスとザクアンの2名で決勝を戦うことになった。それでも、8位で完走を果たし、世界選手権ライダーが多くいる8耐でトップ10入賞を果たした。また、この年のHONDAチーム最上位フィニッシュとなった。
2017年、2年連続でディマス・エッキー・プラタマ（インドネシア）とラタポン・ウィライロー（タイ）とザクアン・ザイディ（マレーシア）を継続起用。この年の鈴鹿8耐でHonda参戦チーム最上位となる8位でチェッカー。

### アジアロードレース選手権ライダーコーチ(2015〜）
2015年もアジアのライダー育成を任された玉田誠は、ライダーコーチとしてタイの「AP Honda」の専任コーチに就任。2016年も継続している。2017年からはAPホンダレーシングのチーム監督に就任。アジアロードレース選手権に監督として参戦。2018年も継続。

### Honda Asia-Dream Racingチーム監督(2018〜）
2018年、8耐で参戦していたHonda Team Asiaの血を受け継ぐ、「Honda Asia-Dream Racing」の発足をHondaが発表。そのチーム監督に玉田誠の就任も発表した。鈴鹿8耐のみならず、MFJ全日本ロードレース選手権JSB1000クラスにフル参戦をするとともに、鈴鹿8耐もこのチームで参戦することが発表された。
JSB1000のライダーにはザクアン・ザイディ（マレーシア）を起用。メカニックはマレーシア、インドネシア、タイ、日本と難しいと言われる国籍混合チームを結成。
鈴鹿8耐にはザクアン・ザイディを先頭にトロイ・ハーフォス（オーストラリア）とアンディ・ファリード・イドジハール（インドネシア）が参戦。台風の接近で大荒れとなった2018年鈴鹿8耐だったが、多くのファクトリーチーム、トップチームの中、8位入賞を果たした。
2024年から、2023年限りで現役を引退した高橋裕紀をアドバイザーに加えた。

## ライディングスタイル
玉田のライディングスタイルは非常に豪快である。上体を大きくイン側に放り出し、目線はさらに内側を向く。マシン全体の重心を少しでもイン側に持っていく姿勢はある意味ハングオフの究極とも言える。その反面、フロントタイヤに荷重がかかりにくく、スリップダウンによる転倒が多い（特に全日本時代）。MotoGP参戦以後は上体の移動量は減ったが、それでもMotoGPライダーの中でも目立つスタイルである。

## 主な戦績
- 1986年

レース開始
- 1994年

九州選手権GP250 チャンピオン
九州選手権SP250 チャンピオン
- 1995年 - チーム高武/ホンダRS250R

全日本ロードレース選手権GP250 ランキング11位
- 1996年 - チーム高武/ホンダRS250R

全日本ロードレース選手権GP250 ランキング14位
- 1997年 - チーム高武/ホンダRS250R

全日本ロードレース選手権GP250 ランキング6位
- 1998年 - チーム高武/ホンダRS250R　最終戦MFJ-GPのみNSR250で参戦

全日本ロードレース選手権GP250 ランキング4位（1勝）
鈴鹿8時間耐久ロードレース10位（中冨伸一）（ウルトラマンRT桜井ホンダ/ホンダRVF/RC45）
- 1999年 - チーム高武/ホンダRVF/RC45

全日本ロードレース選手権スーパーバイク ランキング5位（1勝）
鈴鹿8時間耐久ロードレース8位（加藤大治郎）（チーム高武と桜井ホンダ/ホンダRVF/RC45）
- 2000年 - チーム高武/ホンダRVF/RC45

全日本ロードレース選手権スーパーバイク ランキング3位（2勝）
鈴鹿8時間耐久ロードレース43位（アレックス・バロス）（チーム高武と桜井ホンダ/ホンダRVF/RC45）
- 2001年 - チーム・キャビン・ホンダ/ホンダVTR1000SPW

全日本ロードレース選手権スーパーバイク ランキング2位（3勝）
鈴鹿8時間耐久ロードレース4位（宇川徹・加藤大治郎）（チーム・キャビン・ホンダ/ホンダVTR1000SPW）
スーパーバイク世界選手権SUGO大会・第1、第2レース優勝（チーム・キャビン・ホンダ/ホンダVTR1000SPW）
- 2002年 - チーム・キャビン・ホンダ/ホンダVTR1000SPW

全日本ロードレース選手権スーパーバイク ランキング4位（4勝）
鈴鹿8時間耐久ロードレース2位（岡田忠之）（チーム・キャビン・ホンダ/ホンダVTR1000SPW）
スーパーバイク世界選手権SUGO大会・第2レース優勝（チーム・キャビン・ホンダ/ホンダVTR1000SPW）
- 2003年 - プラマック・ホンダ/ホンダRC211V

ロードレース世界選手権MotoGP ランキング11位
- 2004年 - キャメル・ホンダ/ホンダRC211V

ロードレース世界選手権MotoGP ランキング6位（2勝）
- 2005年 - コニカミノルタ・ホンダ/ホンダRC211V

ロードレース世界選手権MotoGP ランキング11位
- 2006年 - コニカミノルタ・ホンダ/ホンダRC211V

ロードレース世界選手権MotoGP ランキング12位
鈴鹿8時間耐久ロードレース 5位（清成龍一）（セブンスター・ホンダ7/ホンダCBR1000RRW）
- 2007年 - ロードレース世界選手権MotoGPランキング18位（ダンロップ　ヤマハ・MotoGP）
- 2008年 - スーパーバイク世界選手権ランキング20位（Kawasaki World Superbike Racing Teamカワサキ・ニンジャZX-10R）
- 2009年 - スーパーバイク世界選手権ランキング27位（Kawasaki World Superbike Racing Teamカワサキ・ニンジャZX-10R）
- 2010年 - 鈴鹿8時間耐久ロードレース 2位 (伊藤真一)（Keihin Kohara Racing Team/ホンダCBR1000RRW）
- 2010年 - スーパーバイク世界選手権第2戦スポット参戦しレース1＝リタイア レース2＝19位 チーム・ライトヴァーゲン BMW BMW・S1000RR
- 2011年 - 鈴鹿8時間耐久ロードレース 3位 (高橋巧/岡田忠之)（MuSASHI Harc-Pro Racing Team/ホンダCBR1000RRW）
- 2011年 - スーパーバイク世界選手権第10戦スポット参戦しレース1＝17位 レース2＝リタイア カストロール・ホンダ ホンダ・CBR1000RR
- 2012年 - 鈴鹿8時間耐久ロードレース 25位 (アズラン・シャー・カマルザマン/亀谷長純)（Honda Team Asia/ホンダCBR1000RRW）
- 2013年 - アジアロードレース選手権 6位 (MUSASHi Boon Siew Honda Racing/ホンダホンダ・CBR600RR）

鈴鹿8時間耐久ロードレース 6位 *決勝は未出場　(アズラン・シャー・カマルザマン/高橋裕紀)（Honda Team Asia)/ホンダCBR1000RRW）　